# Montigny-en-Morvan
Montigny-en-Morvan é uma comuna francesa na região administrativa de Borgonha-Franco-Condado, no departamento Nièvre. Estende-se por uma área de 19,94 km². Em 2010 a comuna tinha 286 habitantes (densidade: 14,3 hab./km²).